# 交口乡 (沁源县)
交口乡，是中华人民共和国山西省长治市沁源县下辖的一个乡镇级行政单位。

## 行政区划
交口乡下辖以下地区：
自强村、长征村、候壁村、正中村、仁义村、交口村、石壑村、中义村、张壁村、北洪林村、南洪林村、官军村、尚义村、龙泉村、信义村、白狐窑村、五凤峪村、永义村、新毅村、安乐村、铺上村和马泉村。